# 任田大泰
任田 大泰（とうだ ひろやす、1980年1月13日 - ）は、日本の元アイスホッケー選手。

## 経歴
小学校1年生からアイスホッケーホッケーを始める。埼玉栄高等学校3年時にはアシスタントキャプテンを務め、1998年の第47回全国高等学校アイスホッケー競技選手権大会でチームは準優勝となった（南関東の高校としては初の決勝進出であった）。
進学した東洋大学では1年生の春からレギュラーとなり、4年時にはキャプテンを勤める。大学時代は数々の個人賞を受賞、チームでは3度大学日本一となった。大学卒業後は日本製紙クレインズに入団。6季プレーした。引退後は母校の東洋大学でコーチを7季務め、2015年現在は女子チーム釧路ベアーズのヘッドコーチ。。

## 日本代表歴
選手
- U20　日本代表、ユニバーシアード日本代表

コーチ
- U20　日本代表、ユニバーシアード日本代表